# آب‌سوراخ (دزپارت)
آب‌سوراخ، روستایی در دهستان دهدز بخش مرکزی شهرستان دزپارت در استان خوزستان ایران است.

## جمعیت
بر پایه سرشماری عمومی نفوس و مسکن در سال ۱۳۹۵، جمعیت این روستا برابر با ۴۲ نفر (۱۲ خانوار) بوده است.